# Ruswahl Samaai
Ruswahl Samaai (* 25. September 1991 in Paarl) ist ein südafrikanischer Leichtathlet, der sich auf den Weitsprung spezialisiert hat. 2017 gewann er die Bronzemedaille bei den Weltmeisterschaften und 2016 und 2018 wurde er Afrikameister.

## Sportliche Laufbahn
Erste internationale Erfahrungen sammelte Ruswahl Samaai bei den Commonwealth Games 2014 in Glasgow, bei denen er mit 8,08 m die Bronzemedaille gewann. Anschließend gewann er auch bei den Afrikameisterschaften in Marrakesch mit 7,84 m Bronze. 2015 qualifizierte er sich für die Weltmeisterschaften in Peking und schied dort mit 7,79 m in der Qualifikation aus. 2016 erfolgte die Teilnahme an den Hallenweltmeisterschaften in Portland, bei denen er mit neuem südafrikanischen Hallenrekord von 8,18 m den fünften Platz belegte. Bei den Afrikameisterschaften in Durban siegte er mit windunterstützten 8,40 m vor seinem Landsmann Luvo Manyonga. Damit qualifizierte er sich auch für die Olympischen Spiele in Rio de Janeiro, bei denen er mit 7,97 m im Finale den neunten Platz belegte. 
2017 gewann er bei den Weltmeisterschaften in London mit 8,32 m im Finale die Bronzemedaille hinter Manyonga und dem US-Amerikaner Jarrion Lawson. 2018 nahm er erneut an den Commonwealth Games im australischen Gold Coast teil und gewann dort mit 8,22 m ebenfalls die Bronzemedaille. Anfang August gewann er bei den Afrikameisterschaften in Asaba mit neuem Meisterschaftsrekord von 8,45 m die Goldmedaille vor Manyonga und dem Marokkaner Yahya Berrabah. Anschließend wurde er bei Weltklasse Zürich mit 8,32 m Zweiter und siegte dann beim Continentalcup in Ostrava mit 8,16 m. Im Jahr darauf wurde er bei der Diamond League Shanghai mit 8,14 m Dritter und gelangte auch beim Meeting International Mohammed VI d'Athletisme de Rabat mit 8,16 m auf Rang drei. Bei Weltklasse Zürich wurde er mit 8,20 m Zweiter und Ende September belegte er bei den Weltmeisterschaften in Doha mit 8,23 m im Finale den fünften Platz. 2020 siegte er mit 8,09 m beim Bauhaus-Galan sowie mit 8,00 m beim 56. Palio Città della Quercia. Im Jahr darauf nahm er erneut an den Olympischen Spielen in Tokio teil, verpasste dort aber mit 7,74 m den Finaleinzug. Anfang September wurde er beim Memorial Van Damme mit 7,95 m Zweiter und gelangte kurz darauf bei Weltklasse Zürich mit 7,99 m auf Rang drei.
2022 startete er bei den Weltmeisterschaften in Eugene und schied dort mit 7,86 m in der Qualifikationsrunde aus. 
In den Jahren 2015, 2016 und 2021 wurde Samaai südafrikanischer Meister im Weitsprung.

## Persönliche Bestleistungen
- Weitsprung: 8,49 m (−0,8 m/s), 22. April 2017 in Potchefstroom
  - Weitsprung (Halle): 8,18 m, 20. März 2016 in Portland